# Arūnas Dudėnas
Arunas Dudenas (ur. 23 sierpnia 1983 w Wiłkomierzu) – litewski polityk i samorządowiec, poseł na Sejm Republiki Litewskiej.

## Życiorys
W 2006 ukończył archeologię na Uniwersytecie Wileńskim. W 2009 uzyskał dyplom w dziedzinie nauk politycznych w Instytucie Nauk Politycznych i Stosunków Międzynarodowych Uniwersytetu Wileńskiego. Kształcił się również na Uniwersytecie Michała Römera. Pracował w litewskim funduszu zbrojeniowych (Lietuvos Respublikos ginklų fondas) i w administracji rządowej jako główny specjalista w departamencie ds. młodzieży. Zaangażował się w działalność polityczną w ramach Litewskiej Partii Socjaldemokratycznej. W latach 2007–2012 był asystentem kilku socjaldemokratycznych deputowanych, a w 2012 asystentem europosła Zigmantasa Balčytisa.
W latach 2007–2012 zasiadał w radzie rejonu wiłkomierskiego. W kadencji 2012–2016 sprawował mandat posła na Sejm. W 2017 zatrudniony w strukturze partii jako analityk. W 2019 ponownie został radnym rejonowym (reelekcja w 2023). W 2024 po raz drugi został wybrany do Sejmu.